# Martin Wallraff
Martin Wallraff (* 25. Oktober 1966 in München) ist ein deutscher evangelischer Kirchenhistoriker.

## Leben und Wirken
Wallraff studierte von 1987 bis 1993 Evangelische Theologie an den Universitäten zu München, Rom und Heidelberg. Von 1993 bis 1996 setzte er sein Studium als Graduate Student an der University of Cambridge fort. Nach seiner Promotion zum Dr. theol. an der Universität Heidelberg bei Adolf Martin Ritter (1996) arbeitete er als Assistent an der Universität Bonn bei Wolfram Kinzig, habilitierte sich dort 2000 und gründete anschließend als Heisenberg-Stipendiat (bis 2002) die Forschungsstelle „Iulius Africanus“. 2002 wurde er in Rom in der Evangelisch-Lutherischen Kirche in Italien zum Pfarrer ordiniert; im selben Jahr vertrat er den Lehrstuhl für Kirchengeschichte an der Universität München.
Noch im Jahr 2002 folgte Wallraff einem Ruf an die Universität Jena als Professor für Kirchengeschichte (Patristik). Von 2005 bis 2016 wirkte er als Ordinarius für Kirchen- und Theologiegeschichte an der Universität Basel. Dort fungierte er außerdem von August 2012 bis 2014 als Dekan der theologischen Fakultät. 2008 wurde er zum als „Lektor“ bezeichneten Leiter des Basler Frey-Grynaeischen Instituts gewählt. 2010 und 2012 hielt er sich als Research Fellow an der Harvard University auf. Seit März 2016 ist er Inhaber des Lehrstuhls für Ältere Kirchengeschichte an der Universität München.
Im Zentrum seiner Forschung stehen die Geschichte der kirchlichen Historiografie, die Liturgiegeschichte, die Ökumene und interkulturelle Theologie und insbesondere die antike Kirchengeschichte, zu der er zahlreiche Monografien, Sammelbände, kommentierte Editionen und Aufsätze verfasste. Besondere Schwerpunkte stellen die griechischen Kirchenhistoriker und die Theologie des frühen Christentums dar.
2000 war Wallraff einer der Preisträger des Gerhard-Hess-Preises und erhielt den Hanns-Lilje-Preis. 2016 erhielt Wallraff vom Europäischen Forschungsrat (ERC) im Rahmen seines ERC-Grant einen „Proof of Concept Grant“(PoC) und wird über „Paratexte der Bibel. Analyse und Edition der griechischen Textüberlieferung (ParaTexBib)“ ein Online-Programm entwickeln, das die Struktur mittelalterlicher Handschriften visualisiert und damit ihr historisches Verständnis erleichtert.

## Schriften (Auswahl)
- Der Kirchenhistoriker Sokrates. Untersuchungen zu Geschichtsdarstellung, Methode und Person (= Forschungen zur Kirchen- und Dogmengeschichte. Bd. 68). Göttingen 1998 (Dissertation).
- Christus Verus Sol. Sonnenverehrung und Christentum in der Spätantike (= Jahrbuch für Antike und Christentum. Ergänzungsband 32). Münster 2001 (Habilitationsschrift Bonn 2000).
- mit Cristina Ricci: Oratio funebris in laudem Sancti Iohannis Chrysostomi. Epitaffio attribuito a Martirio di Antiochia (BHG 871, CPG 6517). Spoleto 2007 (= Quaderni della Rivista di Bizantinistica. Bd. 12).
- mit Umberto Roberto, Karl Pinggéra und William Adler: Iulius Africanus, Chronographiae. The Extant Fragments. Berlin 2007 (= Die Griechischen Christlichen Schriftsteller. Neue Folge. Bd. 15).
- mit Jürgen Krüger: Luthers Rom. Die Ewige Stadt in der Renaissance. Darmstadt 2010.
- mit Carlo Scardino, Laura Mecella, Christophe Guignard, William Adler: Iulius Africanus, Cesti. The Extant Fragments. Berlin 2012 (= Die Griechischen Christlichen Schriftsteller. Neue Folge. Bd. 18).
- Kodex und Kanon. Das Buch im frühen Christentum. De Gruyter, Berlin 2013 (= Hans-Lietzmann-Vorlesungen. Bd. 12).
- Sonnenkönig der Spätantike. Die Religionspolitik Konstantins des Großen. Herder, Freiburg im Breisgau 2013.
- mit Gerlinde Huber-Rebenich, Katharina Heyden, Thomas Krönung: Mirabilia Urbis Romae. Die Wunderwerke der Stadt Rom. Freiburg im Breisgau 2014, ISBN 978-3-451-30931-1.
- Die Kanontafeln des Euseb von Kaisareia. Untersuchung und kritische Edition (= Manuscripta Biblica. Band 1). De Gruyter, Berlin/Boston 2021, ISBN 978-3-11-043952-6.